# Ioulia Diomina
Ioulia Viktorovna Diomina (en russe : Юлия Викторовна Дёмина, en anglais : Julia Demina) est une joueuse d'échecs soviétique puis russe née le 3 février 1969 à Sverdlovsk. Elle est grand maître international féminin depuis 1991 et arbitre international depuis 2018. Elle fut classée 14e meilleure joueuse mondiale en 1991.

## Biographie et carrière
En 1988, Ioulia Domina remporta le championnat d'URSS d'échecs féminin. Dans les années 1990, elle participa à trois tournois interzonaux féminins.
- En 1990, à Genting Highlands en Malaisie, elle fut 5e-6e et battit l'ancienne championne du monde Nona Gaprindachvili[3].
- Lors du tournoi interzonal de 1991 à Subotica, elle finit seizième avec la moitié des points (6,5/13).
- En 1993, à Jakarta, en Indonésie, elle marqua 7 points sur 13 et finit à la 12e-18e place ex æquo.

Elle remporta deux fois le titre de championne de Russie : en 1995 et en 1999 et finit deuxième du championnat russe en 2001, puis troisième en 2003.
En 2000, Diomina participa au championnat du monde féminin qui était un tournoi à élimination directe. Elle battit la Marocaine Zahira El Ghabi au premier tour, puis la Cubaine Maritza Arribas au deuxième tour et perdit en huitième de finale face à la chinoise Peng Zhaoqin.
Diomina a représenté deux fois la Russie lors des olympiades féminines. Elle joua au premier échiquier de l'équipe de Russie en 1992 et marqua 4,5 points sur 10 (la Russie finit cinquième de la compétition). En 1998, elle joua au premier échiquier de la troisième équipe de Russie et marqua 8 points sur 12. Elle participa également au championnat d'Europe par équipes au premier échiquier de la Russie en 1992 (3 points sur 5) et 1999 (4,5 point sur 8).
Dans les années 2000, elle participa à la coupe d'Europe des clubs d'échecs de manière régulière avec l'équipe du FINEK St. Petersbourg, remportant la médaille d'argent par équipe en 2004.